# Joshua Alder
Joshua Alder, född 7 april 1792 i Newcastle upon Tyne, England, död där 21 januari 1867, var en brittisk osthandlare, zoolog och malakolog.